# Videm (Dobrepolje)
Videm (Duits: Treun) is een plaats in Slovenië en maakt deel uit van de gemeente Dobrepolje in de NUTS-3-regio Osrednjeslovenska. De plaats telde 590 inwoners op 1 januari 2020.

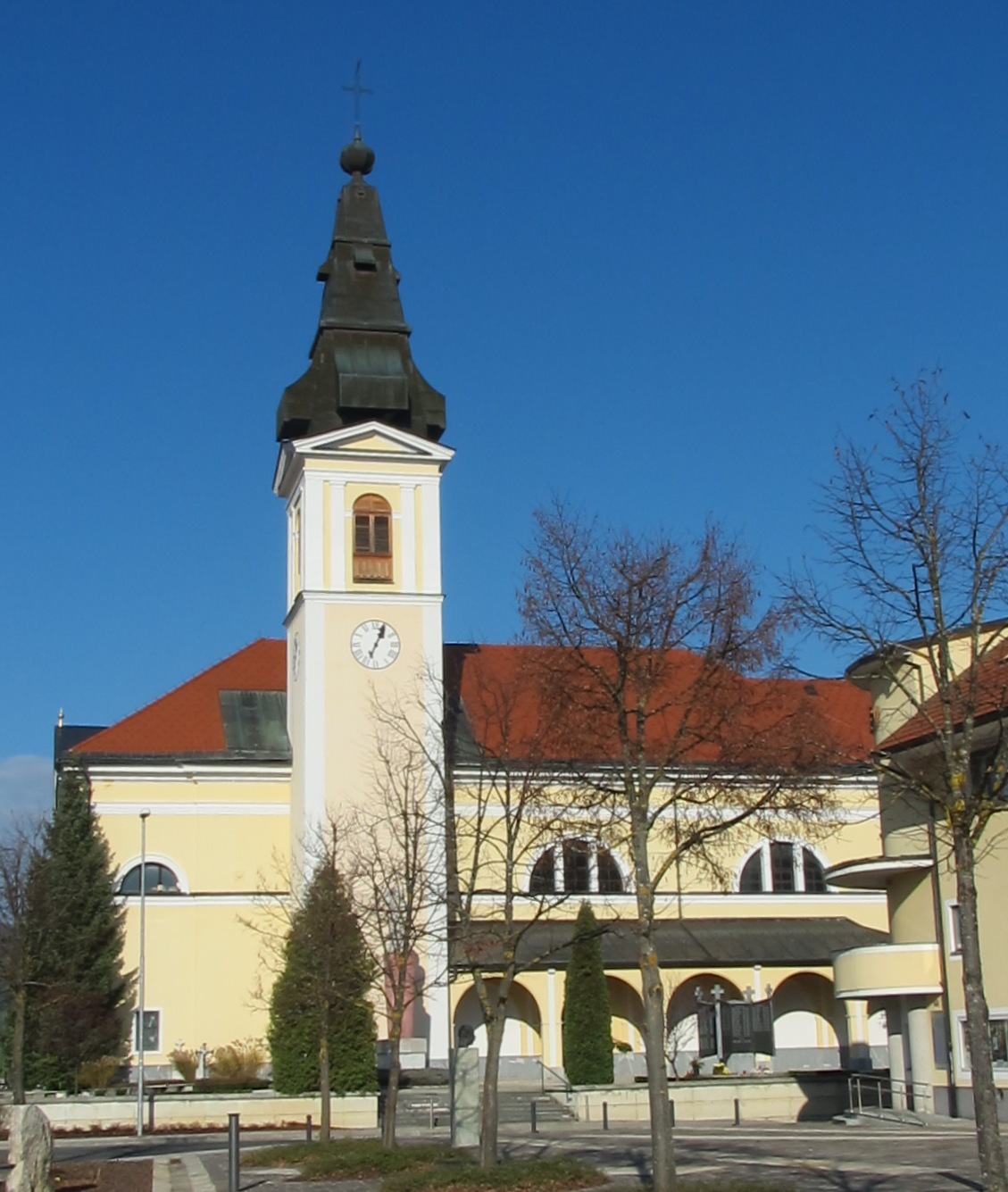
Kerk